# (559181) 2015 BX518
(559181) 2015 BX518 est un objet de la ceinture de Kuiper faisant partie des cubewanos. Son diamètre est probablement d'un peu plus de 300 kilomètres, ce qui en fait potentiellement un candidat au statut de planète naine.